# Tiridates (genus)
Tiridates is een geslacht van wantsen uit de familie van de Scutelleridae (Pantserwantsen). Het geslacht werd voor het eerst wetenschappelijk beschreven door Carl Stål in 1868.

## Soorten
Het genus bevat de volgende soort:

- Tiridates rubrocinctus (Herrich-Schäffer)